# Фелікс Бенда
Фелікс Бенда (25 лютого 1708–1768) — чеський композитор та органіст. Член музичної сім'ї Бендів.
Народився у Скальсько. Був учнем Богуслава Матея Чорногорського. У 1726 став органістом у Міхаельскірхе у Празі (після Шімона Бріксі). Його твори, що дійшли до наших днів включають органні меси, дві ораторії та інша церковна музика.
Учнями Бенди були Йозеф Мислівечек і Йозеф Зеґер.
Помер у Празі.